# Ilja Hurník
Ilja Hurník (25 de noviembre de 1922-7 de septiembre de 2013) fue un compositor contemporáneo y ensayista checo.
Hurnik nació en Poruba, ahora parte de Ostrava. Entró en el Conservatorio de Praga, luego pasó a la Academia de Artes de Praga, donde estudió con Ilona Štěpánová-Kurzova, hija de Vilém Kurz.
Su sonata da camera de 1953 , para flauta, oboe, violonchelo y clavecín, se grabó en Cedille Records.
Él es padre de Lukáš Hurník, hermano político de Petr Eben y tío de Marek Eben.